# یک قدم تا جهنم (فیلم)
یک قدم تا جهنم (به انگلیسی: Live Wire) یا سیم زنده فیلمی محصول سال ۱۹۹۲ و به کارگردانی کریستیان دوگای است. در این فیلم بازیگرانی همچون پیرس برازنان، ران سیلور، بن کراس، لیسا ایلبچر، آنتونی پلنا، ال وکسمن، برنت جنینگز، فیلیپ بیکر هال، نورمن بارتون و لورن هالی ایفای نقش کرده‌اند.